# Bathypogon griseus
Bathypogon griseus là một loài ruồi trong họ Asilidae. Bathypogon griseus được Hull miêu tả năm 1956. Loài này phân bố ở miền Australasia.